# Euchromadora gaulica
Euchromadora gaulica är en rundmaskart som beskrevs av John Inglis 1962. Euchromadora gaulica ingår i släktet Euchromadora och familjen Chromadoridae. Inga underarter finns listade i Catalogue of Life.